# Major (magyar családnév)
A Major régi magyar családnév. Eredetileg foglalkozásnév volt, jelentése: majorosgazda, juhászgazda, számadójuhász. Hasonló családnevek: Csűrész, Csűrös, Ispán, Kasznár, Majoros. 2020-ban a 81. leggyakoribb családnév volt Magyarországon. 11 159 személy viselte ezt a vezetéknevet.

## Híres Major nevű személyek

### Képzőművészet
- Major János (1934–2008) grafikusművész
- Major Máté (1904–1986) Kossuth-díjas építész, egyetemi tanár

### Színművészet
- Major Melinda (1974) színésznő
- Major Pál (1927–1985) színész
- Major Tamás (1910–1986) Kossuth-díjas színész, rendező, színházigazgató

### Zene
- Major Ervin (1901–1967) zenetörténész, zeneszerző
- Major J. Gyula (1858–1925) zongoraművész, zenetanár, zeneszerző

### Politika
- Major Pál (1818–1890) miniszteri tanácsos és országgyűlési képviselő

### Sport
- Major Benedek (1996) autóversenyző
- Major István (1949–2014) Európa-bajnok atléta, magasugró, edző
- Major Veronika (1997) Európa-bajnok sportlövő

### Tudomány
- Major Balázs (1975) régész, történész
- Major Iván (1949–2020) közgazdász, egyetemi tanár
- Major Péter (1947) matematikus, az MTA tagja